# Histura luteochlora
Histura luteochlora es una especie de polilla de la familia Tortricidae. Se encuentra en el Distrito Federal de Brasil.

## Descripción
La envergadura es de aproximadamente 15 mm. El color de fondo de las alas anteriores de los machos es crema, teñido y manchado de verde. Las marcas son verdes con puntos negros y marcas más grandes. Las alas traseras son de color marrón pálido. El color de fondo de las alas anteriores de las hembras es verde, con escasos puntos blancos y puntos negros algo más grandes.